# Cordillère transversale catalane
La Cordillère transversale est un élément du relief de la Catalogne. Il s'agit d'une formation montagneuse centrée sur la comarque de la Garrotxa, qui s'étend sur les comarques alentour : sur une partie nord de la Selva, du Gironès, une partie de l'ouest du Pla de l'Estany et du nord-est de l'Osona.
Il s'étend depuis les Pyrénées catalanes jusqu'à la Cordillère prélittorale catalane au niveau du massif des Guilleries. C'est le point de jonction entre les Pré-Pyrénées catalanes, la Cordillère prélittorale et la dépression centrale. Il sépare la dépression de l'Ébre de la dépression prélittorale catalane.

## Géographie
Orientée dans le sens nord-ouest/sud-est elle est constituée d'une série de massifs de différentes hauteurs : serra de la Madone del Mont, serra de Sant Julià, serra de Finestres, serra de Puig del Moro, Puigsacalm.
Au nord on y observe le graben de la Baixa Garrotxa ou comarque d'Olot avec des résidus d'activité volcanique. Ce sont notamment les cônes volcaniques de Santa Margarida et le Croscat, et les coulées de lave telles que la coulée basaltique de Castellfollit de la Roca. À l'est se trouvent le Collsacabra les vallées de Bianya, Llémena ou Bas.
Les principaux sommets sont ceux du Puigsacalm (1 515 m), Cabrera (1 312 m), Pla de Aiats (1 306 m), El Far (1 123 m), Puigsou (991 m), Corb (933 m), Sant Julià del Mont (903 m), le volcan de Santa Margarida (766 m), le volcan du Montolivet (542 m), le volcan de la Garrinada (535 m), le volcan du Montsacopa (532 m), pic de Santa Magdalena à Maià de Montcal (331 m).
Sur le plan hydrologique est dominée par les fleuves Ter et Fluvià et des dizaines de leurs affluents mineurs. La chaîne est traversée au sud par l'autoroute C-25.